# 克拉米冰原島峰
76°48′S 143°36′W / 76.800°S 143.600°W
克拉米冰原島峰（英語：Crummey Nunatak）是南極洲的冰原島峰，位於瑪麗伯德地，屬於福特山脈中古滕科冰原島峰的一部分，長3公里，由美國探險隊繪入地圖，現時由南極條約體系管理。